# Plaza de Armas de Los Ángeles
La plaza de Armas de Los Ángeles es una plaza pública chilena ubicada en el centro de la capital de la provincia del Biobío, en la región homónima. Actualmente, la plaza tiene por nombre Plaza "Libertador Bernardo O´Higgins Riquelme". Es un parque urbano que se localiza en un punto neurálgico de la ciudad, en cuyos alrededores se encuentran los principales servicios públicos comunales y provinciales, además de los centros comerciales y financieros. 

## Historia
El actual diseño y ornamentación de la plaza de Armas de la ciudad corresponde a una remodelación que hizo el municipio angelino a comienzos del siglo 21, que redujo el número de árboles, entre otros cambios, como el adoquinado y las esquinas de los cuatro accesos de la manzana que la conforma, entre las calles Lautaro, Colón, Caupolicán y Valdivia. 

## Infraestructura
La forma central es un círculo rodeado por una fuente de agua con siete puentes a su alrededor.
En su lado norte, hacia calle Lautaro se centra un pequeño anfiteatro abierto, con desnivel de tres escalones.
Uno de los monumentos más imponentes de la plaza, es la estatua ecuestre del "Libertador Bernardo O'Higgins Riquelme", considerado como el primer alcalde de la ciudad. Esta obra es del escultor Claudio Calderón, e inaugurada en el 2001. La estatua mide 3,4 metros de altura y se erige sobre una base de hormigón de 1,7 metro.
En cada esquina de la plaza se ubica una palma, dos palmas chilenas (Jubaea chilensis) y dos palmas canarias (Phoenix canariensis), acompañadas cada una en su base por una escultura de mármol de figura femenina sobre pedestal, el conjunto de ellas se conocen como "Las cuatro Estaciones". Cada escultura representa una estación del año: “Verano”, “Otoño”, “Invierno” y “Primavera”. Miden 2,1 metros, incluyendo la base (aunque si se suma el pedestal, su altura supera los 3,8 m). Esa elevación les permite ser observadas desde distintos puntos. Se desconoce quién las esculpió.
En junio del 2022 se plantó un Canelo (o Foye) Drimys winteri, en reconocimiento al pueblo Mapuche, ya que dentro de su cosmovisión tiene un significado mágico y simbólico. Conjuntamente se instaló una placa de metal con base de madera, y una barrera de madera para proteger el Árbol sagrado. Actualmente (febrero del 2025) el árbolito presenta daño, al perder su ápice central, afectando al desarrollo y forma de la copa.

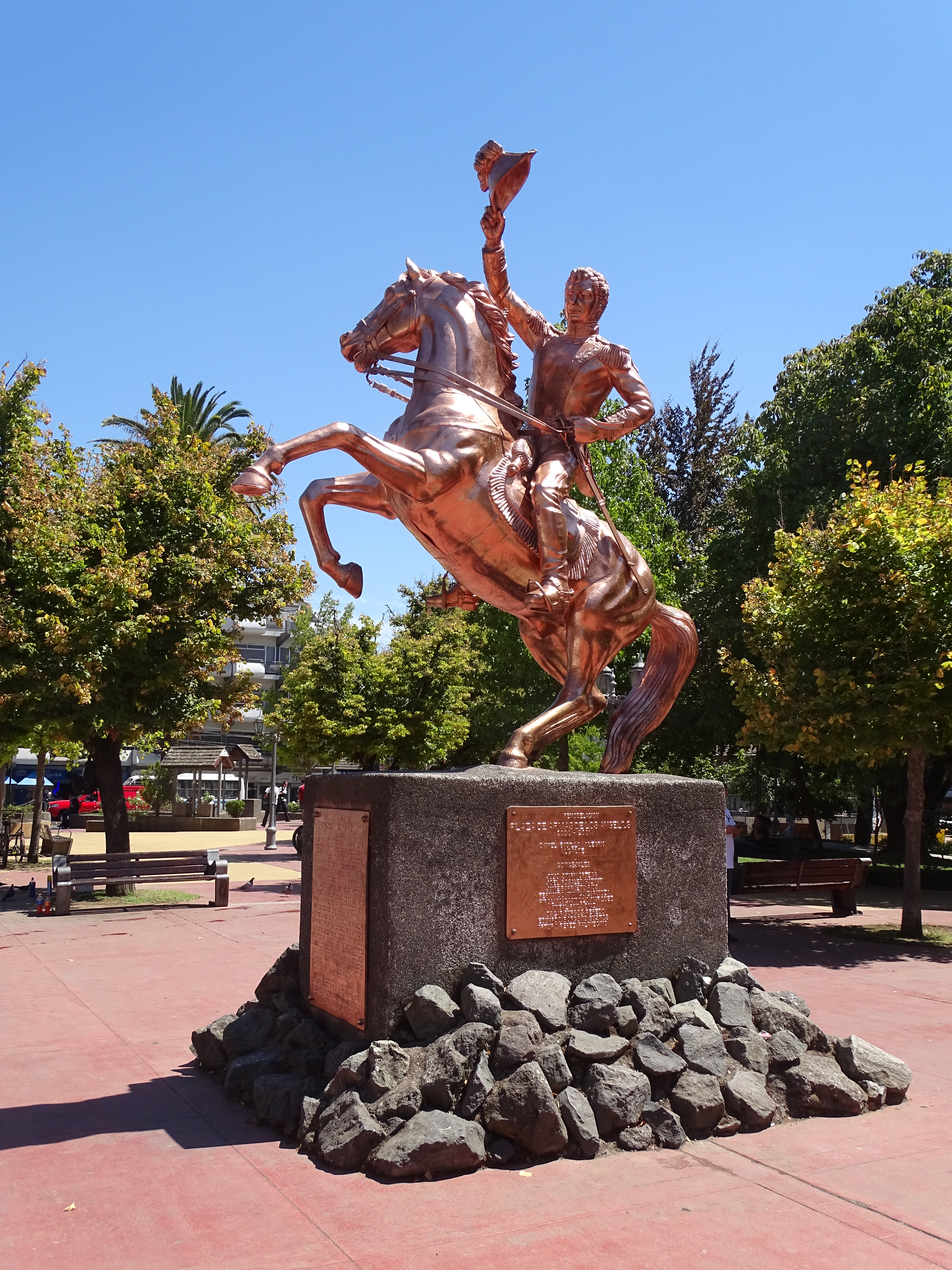
Estatua ecuestre de B. O'Higgins.
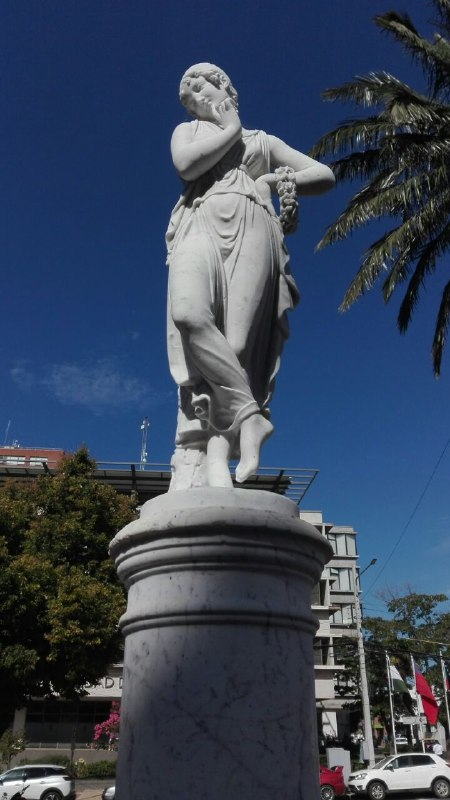
Escultura "Verano".
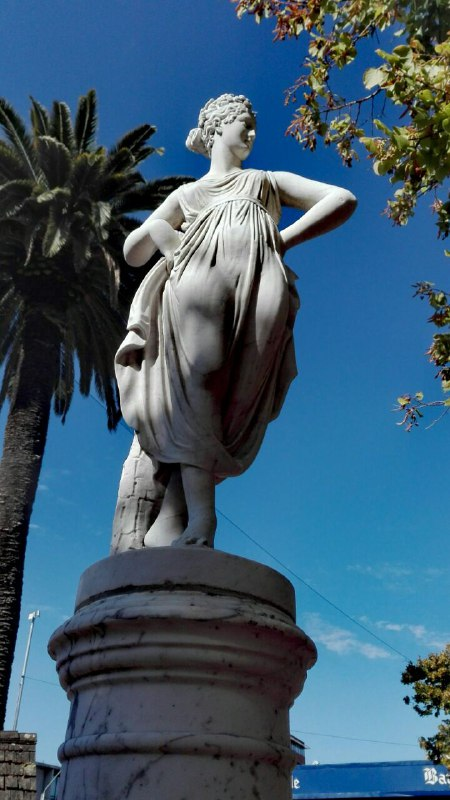
Escultura "Otoño".
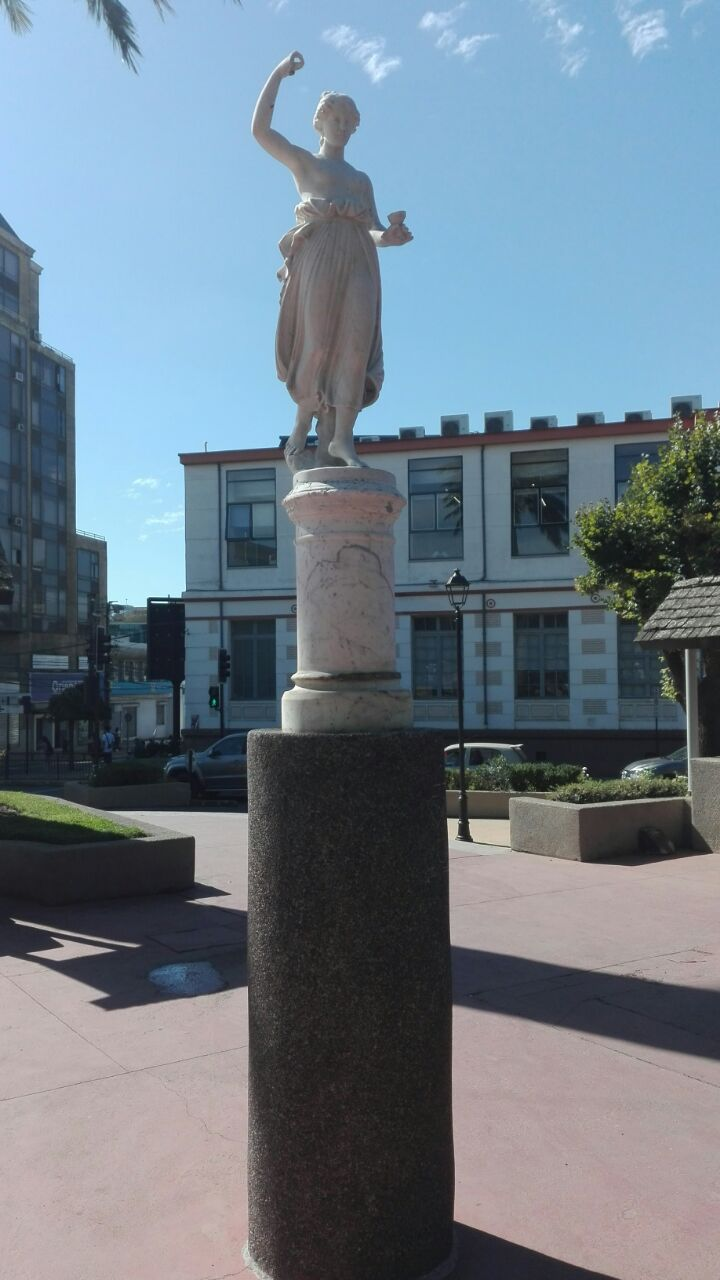
Escultura "Invierno"
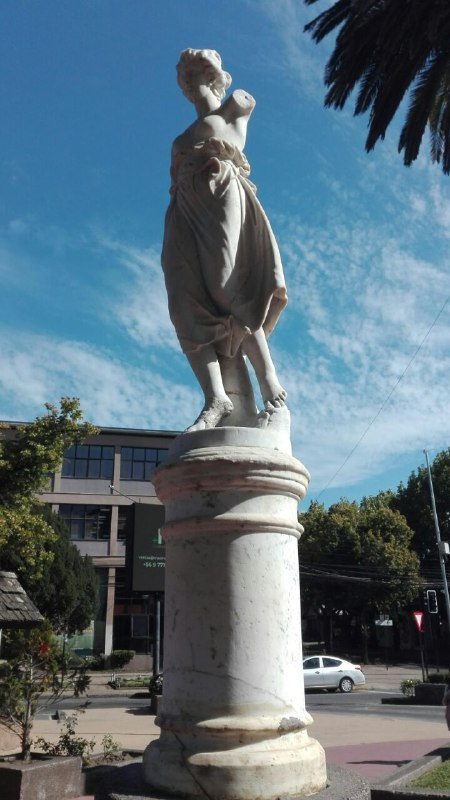
Escultura "Primavera".
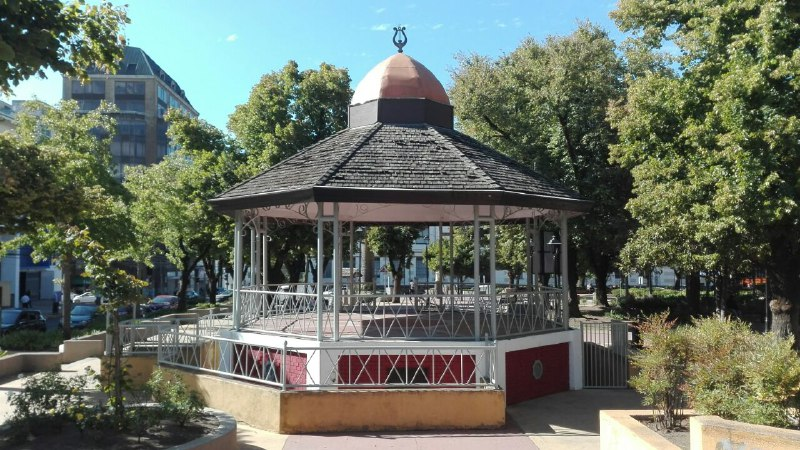
Odeón de la Plaza de Armas de Los Ángeles, Chile.
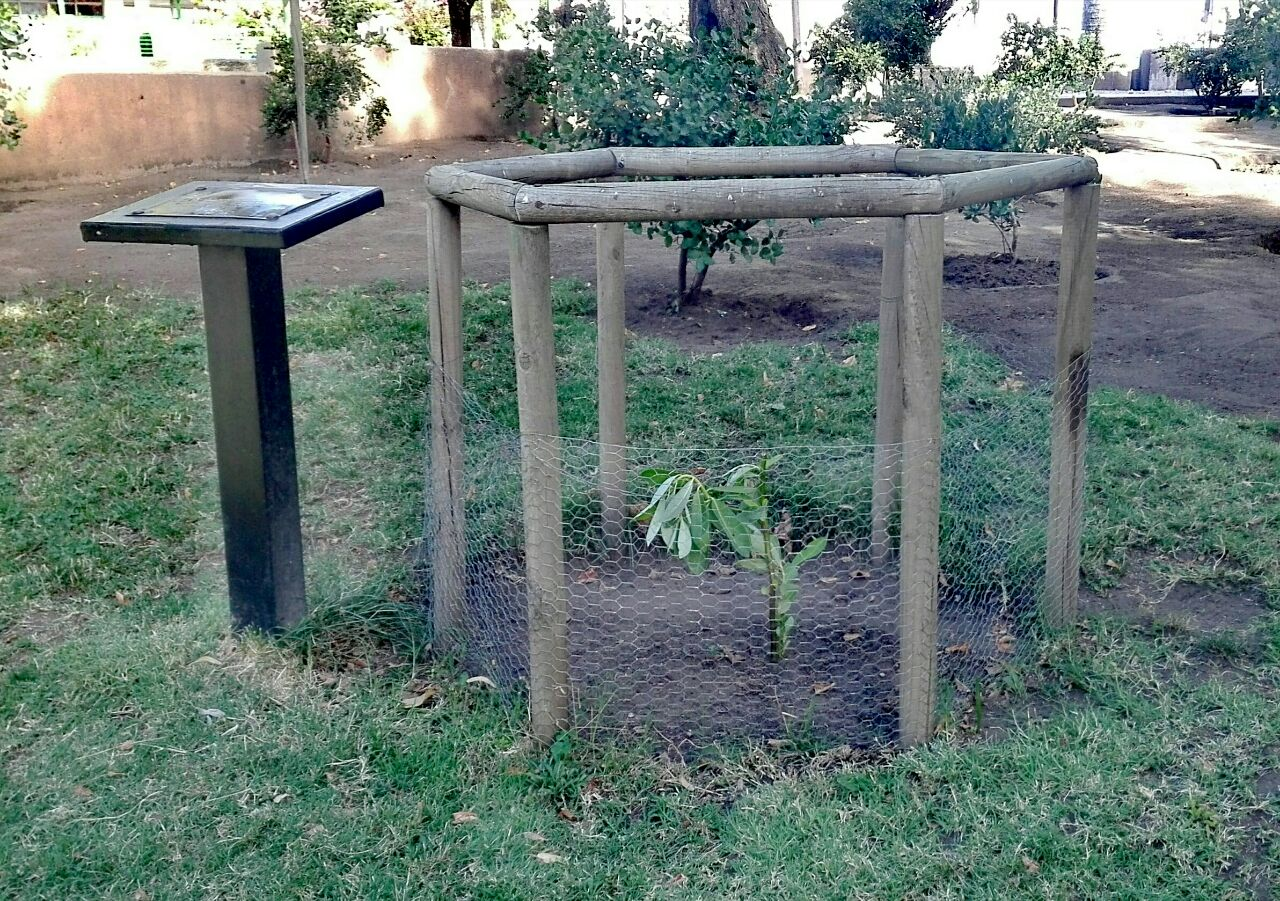
Conjunto árbol sagrado y placa.
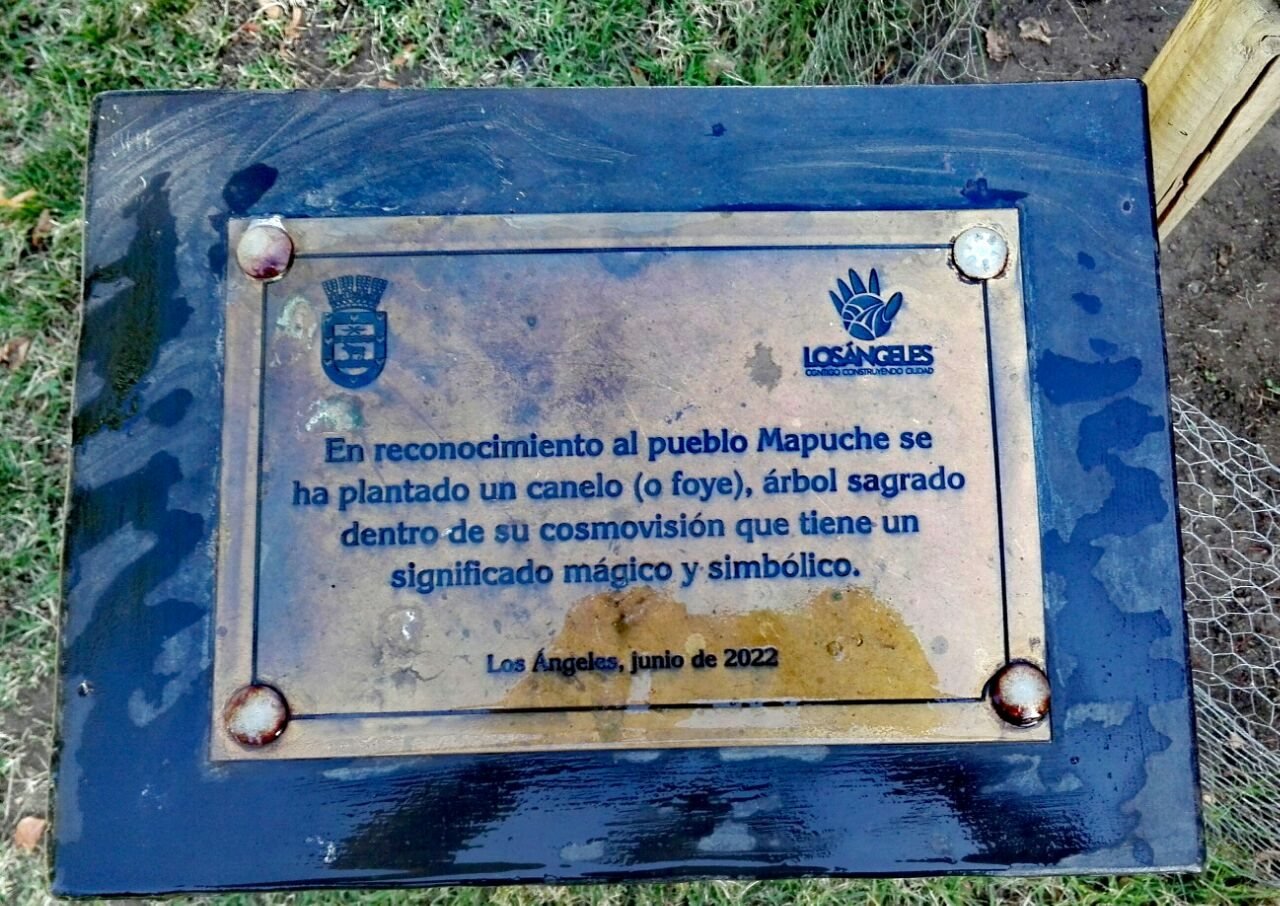
Placa árbol sagrado
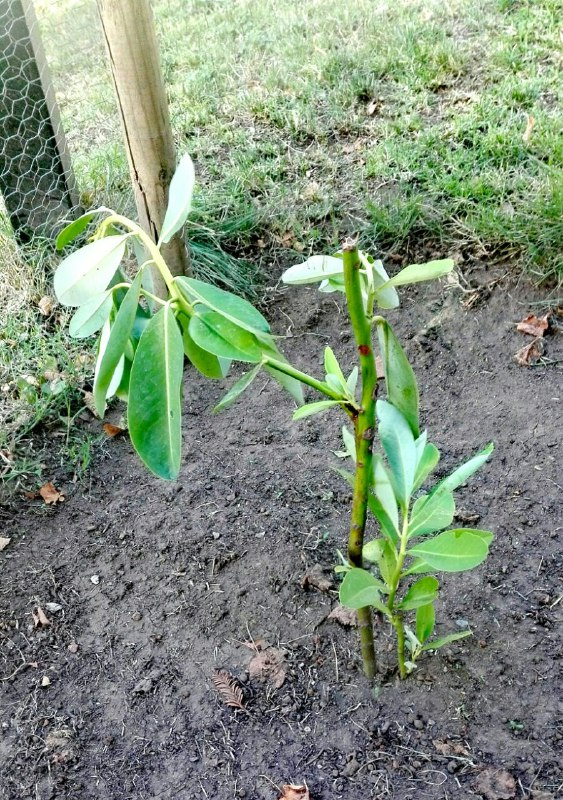
Canelo Sagrado (feb. 2025)

La interior de la plaza está prohibido dejar los excrementos de los animales en espacios públicos, según el artículo 140 de la Ordenanza Ambiental de la comuna.

## Entorno
En el entorno inmediato de la plaza, se encuentra frente a la cuadra sur (calle Caupolicán) el edificio de la Gobernación Provincial del Biobío, que también alberga la oficina central de Correos de Chile, mientras que frente a la esquina sureste se encuentra el Museo de la Alta Frontera, anterior al acesso hacia el BancoEstado y la Prefectura de Carabineros por el frente sur. Frente al lado este (calle Colón), se emplaza en la esquina el edificio consistorial de la Ilustre Municipalidad de Los Ángeles, además de la sede comunal del Club de la Unión, edificio construido en 1931 y que en cuyo frontis posee el único friso de la ciudad. Por el ala norte (calle Lautaro) se ubica el Edificio del Ex Internado del Liceo de Hombres, obra de estilo neoclásico construido en 1912, donde se construye el centro cultural de la ciudad. Finalmente por el lado oeste (calle Valdivia) se ubica frente a la esquina noroeste la Catedral de Santa María de los Ángeles, principal templo de culto católico de la diócesis homónima.